# کبوترخانه

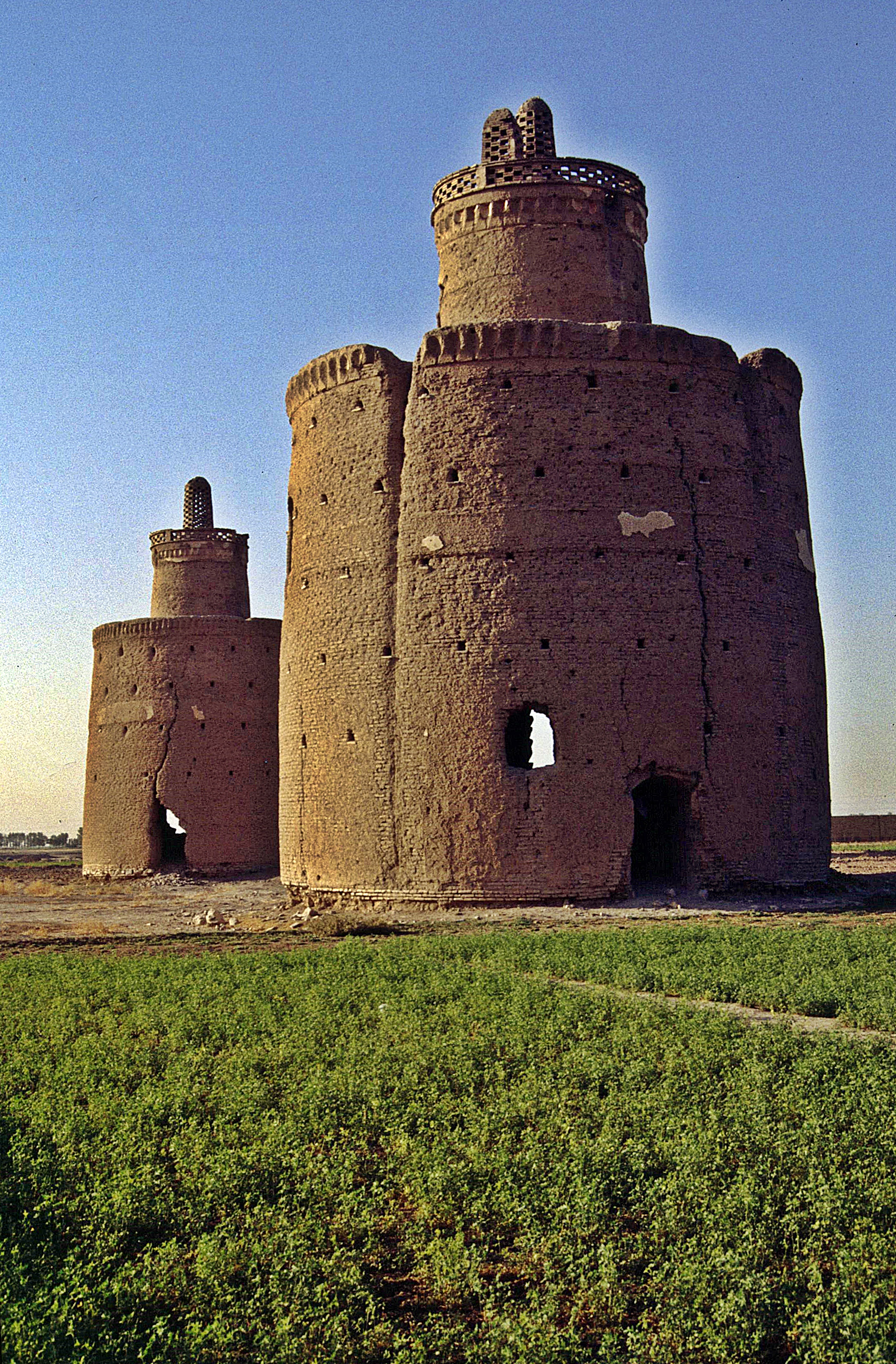
کبوترخانه‌هایی در گورت، استان اصفهان

کبوترخانه، کفترخان، برج کبوتر، ورده یا برج حمام سازه‌ای است که جهت لانه‌گزینی پرنده‌ها به‌ویژه کبوترها در خاورمیانه و اروپا ساخته می‌شود. کاربرد عمدهٔ این بناها جمع‌آوری مدفوع پرندگان جهت استفاده در کشاورزی، دباغی، چرم‌سازی و ساخت باروت است.
کبوترخانه‌ها بناهایی هستند که با پهنا و ارتفاع بین هفت تا ۱۵ متر ساخته می‌شوند و در درون آن‌ها صدها جای برای لانهٔ کبوتران با شکل و ابعاد یکسان ساخته می‌شود.
در گذشته توجه و احترام انسان به سایر جانداران قابل تحسین بود، به نحوی که در معماری آن دوران نیز تأثیر داشت و بناهایی مختص جانوران ایجاد می‌شد، مانند «کبوترخانه ” یا “برج کبوتر» که به «ورده»، «برج حمام» و «کَفتَرخان» نیز شهرت داشت. این بنا محلی برای آشیانه کردن و نگهداری از کبوتران بود. بیشتر کبوترخانه‌ها به صورت برج‌های استوانه‌ای هستند و درون دیوارهای داخلی آن‌ها سوراخ‌هایی جهت آشیان کردن پرندگان ایجاد شده‌است.

## تاریخچه
تاریخچهٔ کبوترخانه‌ها و این که در چه زمانی یا کجا با هدف بهره‌برداری از مدفوع پرنده‌ها به خصوص کبوترها به‌عنوان کود ساخته شدند به‌طور دقیق مشخص نیست، اما شواهد این سازه‌ها در ایران به ۱۲۰۰ سال پیش می‌رسد.
تربیت کبوتر در دوران پس از اسلام در ایران و دیگر ممالک معمول بود و حتی کتاب‌هایی در مورد این حیوان مفید و پُرثمر، تألیف شده‌است، که از آن جمله می‌توان به کتاب تمائم الحمائم، تألیف محی‌الدین بن عبدالطاهر اشاره نمود.
بر اساس تاریخ ابن کثیر (جلد ۱۲، صفحهٔ ۴۱۱)، رسم کبوتربازی در قرن چهارم و پنجم معمول بود و چون کبوتربازها برای مردم ایجاد مزاحمت می‌کردند، گاهی از طرف فرمانروایان دستور جلوگیری از آنان داده می‌شد؛ چنان‌که مقتدی عباسی (نیمهٔ دوم قرن پنجم)، از کبوتربازی منع نمود. آن‌طور که سیوطی در تاریخ خود (صفحهٔ ۲۸۰) آورده، همین مقتدی عباسی بود که دستور داد برج‌های کبوتر را نیز خراب کنند، زیرا این برج‌ها مُشرف بر خانه‌های مردم بود.
از مندرجات تاریخ ابن الجوزی (جلد ۷، صفحهٔ ۲۱۲) چنین برمی آید که در زمان عضدالدوله، به‌وسیلهٔ کبوتران نامه‌بر، در فاصلهٔ ۶ ساعت، دستور شاه به حکمران کوفه ابلاغ شده و جواب آن می‌رسید.
کبوترخانه‌داری نیز خود نیازمند در اختیار داشتن دانشی بوده‌است که می‌توان نمونه‌ای از آن را در میراث مکتوب کشاورزی ایرانیان یافت. خاتمهٔ کتاب «معرفت فلاحت» که در قرن دهم هجری قمری نوشته شده به این موضوع اختصاص دارد.
از دیرباز، برای استفاده از گوشت و کود کبوتران، ساختن کبوترخان یا کبوترخانه معمول بود. ژان شاردن که در عصر صفوی از ایران بازدید کرده‌است، به پیشینهٔ بناهای کبوترخانه و وضعیت آن‌ها در عصر صفوی چنین اشاره کرده‌است:
کبوترخان را در ایران، اصولاً برای تزئین نساخته بودند، بلکه به منظور انتفاع و بهره‌برداری، به ساختن کبوترخان اقدام می‌کردند، حتی در زمان حاضر نیز، یکی از مناظری که در اطراف دهات ایران دیده می‌شود، همین برج‌های کبوترخان است، که صدها سوراخ چهارگوش در آن تعبیه شده‌است… در ایران گوشت کبوترها را می‌خورند و از همه بالاتر فضولات آن‌ها را که کود حیوانی بسیار گرانبهایی است، جمع می‌کنند. جالیزهای معروف خربزهٔ اصفهان در سایهٔ همین کود بارور می‌شود و قرن‌هاست که این کار معمول است.— ژان شاردن
تاورنیه که در سال ۱۶۷۷ میلادی (۱۰۸۸ هجری) سفرنامهٔ خود را نوشته، می‌گوید «در اطراف اصفهان بیش از سه هزار کبوتر وجود داشته‌است».

## منطقهٔ جغرافیایی کبوترخانه‌ها
برج‌های کبوتر فقط در ایران موجود نیستند بلکه در کشورهایی مانند افغانستان، عراق، ترکیه، مصر، انگلستان، فرانسه، اسپانیا، آمریکا و برخی کشورهای دیگر نیز مشاهده می‌شوند. با این‌که این سازه از اهمیت بالایی در صنعت کشاورزی برخوردار بوده‌است، اطلاعات چندان دقیق و کاملی در مورد آن‌ها وجود ندارد.
کبوترخانه‌ها بیشتر در مناطق مرکزی ایران به ویژه در زمین‌های کشاورزی اصفهان و روستاهای حومهٔ آن به دلیل شرایط اقلیمی منطقه، رونق کشاورزی، لزوم تولید کود انبوه و عدم دسترسی به کود دامی در تمام ایام سال، ساخته می‌شد، اما در شهرهای یزد (میبد) و آذربایجان نیز نمونه‌هایی از این بنا وجود دارد. دلیل انتخاب پرندگان برای چنین هدفی، بالا بودن کیفیت کود آن‌ها نسبت به دام در حاصلخیزی زمین کشاورزی و همچنین نگهداری راحت‌تر و مقرون به صرفه‌تر آن‌ها بود.

### کارکردهای کبوترخانه
مدرکی مبنی بر نگهداری پرندگان در ایران صرفاً جهت مصرف گوشت آن‌ها وجود ندارد و تنها از کود آن‌ها در کشاورزی استفاده می‌شد. شاید دلیل این امر این بوده‌است که در فرهنگ ایرانی آزار پرندگان گناه محسوب می‌شود. حتی «انگلبرت کمپفر» در این مورد نوشته‌است: «منظور از ساختن این کبوترخانه‌ها فقط این است که فضلهٔ کبوتر را به‌دست آورند. به کبوتران نیز کسی صدمه نمی‌رساند.»
شاید دلیل اصلی پرورش کبوتر در ایران این نکته بود که کبوترها بر خلاف گنجشک‌ها و سایر پرندگان به مزارع سبز حمله نمی‌کردند و صرفاً از دانه‌های بر زمین ریخته پس از برداشت کشاورزی تغذیه می‌شدند. به این ترتیب پرورش مجموعه‌های چند هزارتایی کبوتر هم جلوی اسراف دانه‌های گندم را می‌گرفت و هم محصول پر ارزشی چون کود کبوتر را به همراه داشت. از طرفی کبوتران یک ذخیرهٔ گوشتی برای روزهای قحطی به‌حساب می‌آمدند و از این رو در ایام عادی کسی تعرضی به خود کبوترها نمی‌کرد.

### طراحی ساختمان کبوترخانه
در برج‌های کبوتر، صرف نظر از شکل آن‌ها (مدور یا استوانه‌ای، چندوجهی یا مکعبی) تمامی اجزای بیرونی و حتی تزئینات به‌کار رفته در نما در جهت حفظ و بقای کبوتران طراحی شده‌است.
آثار به‌جا مانده از کبوترخانه‌های مدور تبدیل به معیاری برای الگوی معماری شده‌اند. کبوترخانه‌ها در ایران در اشکال استوانه‌ای و چندضلعی با استفاده از خشت و گِل (کمتر آجر) ساخته شده‌اند. بر روی بام بنا و بر بالای برج اصلی، برجک‌های مشبک کوچکی به منظور ورود و خروج کبوتران ساخته شده‌است. این برجک‌ها از یک عدد شروع و بر روی برج‌های حجیم‌تر تعداد آن‌ها حتی به ۱۴ عدد نیز می‌رسد.

### انواع برج کبوترخانه
برج‌های استوانه ای یا مدور: این برج‌ها از یک استوانهٔ بیرونی تشکیل و برای پایداری بیشتر، متمایل ساخته می‌شدند.
برج‌های مکعبی: سطح این نوع از کبوترخانه‌ها مستطیل است و در برخی نمونه‌ها به صورت دوقلو طراحی شده‌اند.

## نمونه‌ها

### کبوترخانهٔ میبد
در دوران قاجار در شهر میبد «برج کبوترخانه» را در قسمت جنوب شرقی باروی قدیم شهر با خشت و گل به شکل استوانه‌ای بنا کردند. ارتفاع این برج سه‌طبقه حدوداً ۸ متر است. درون بنا ۴ هزار آشیانه برای کبوتران ساخته شده‌است. اندازهٔ هر آشیانه در این برج به اندازهٔ یک کبوتر حدوداً ۲۰ × ۲۰ سانتی‌متر است. روی بام بنا، ۴ برجک کوچک و یک برجک بزرگ جهت رفت‌وآمد کبوتران ایجاد شده‌است. ابعاد روزنه‌های ورودی به اندازه‌ای است که فقط کبوتران و پرندگان کوچک می‌توانند از آن عبور کنند و پرندگان مهاجم قادر به رفت‌وآمد از آن نیستند. همین امر، امنیت کبوتران را تأمین می‌کند.

## نگارخانه

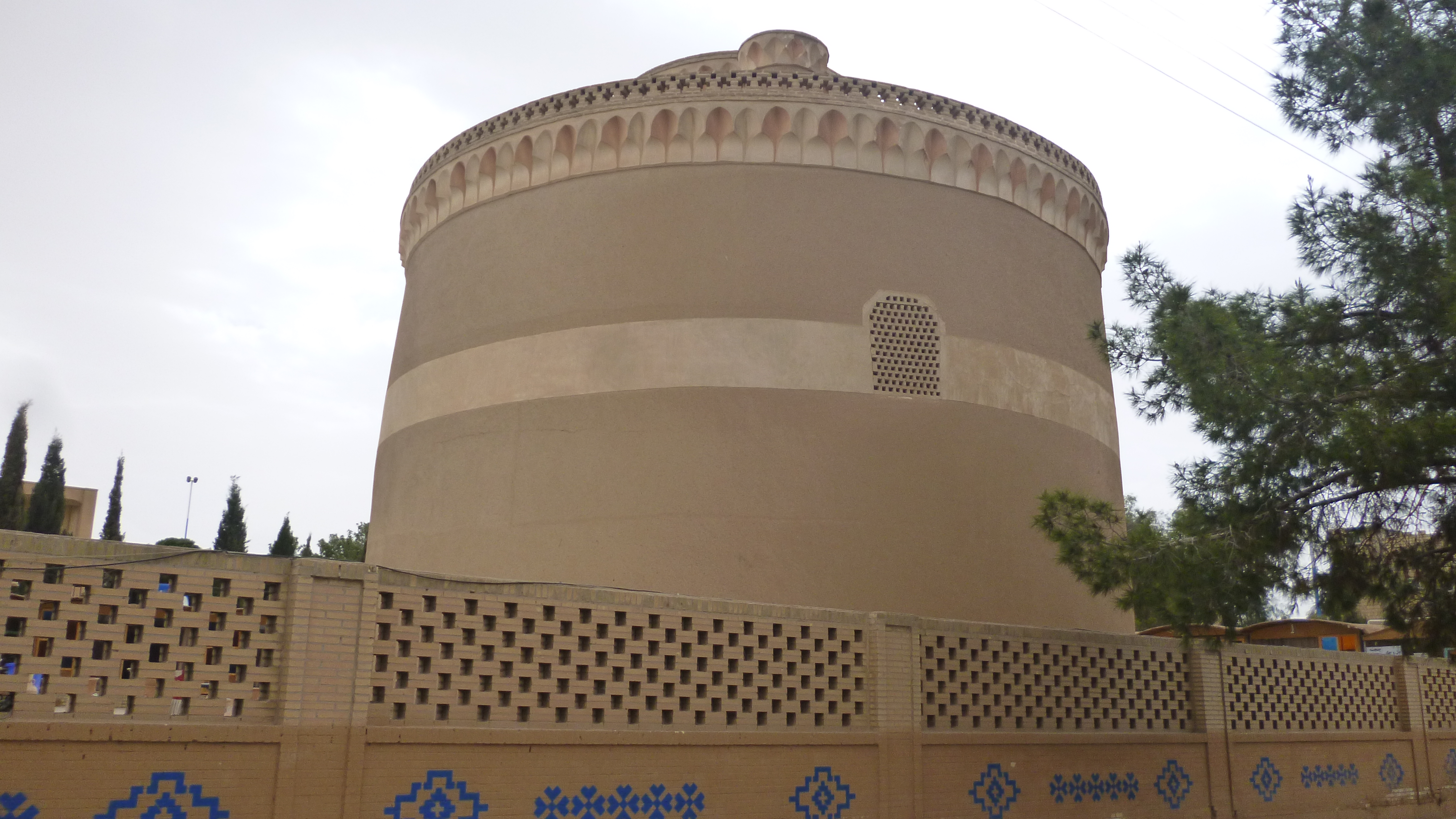
کبوترخانهٔ میبد

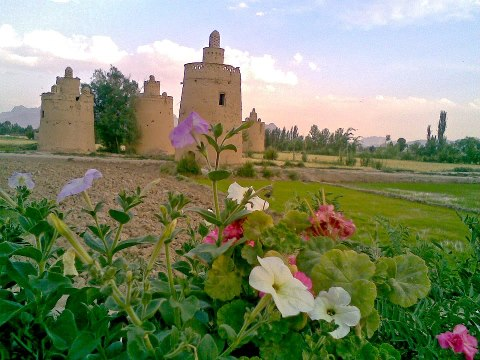
کبوترخانهٔ ولاشان

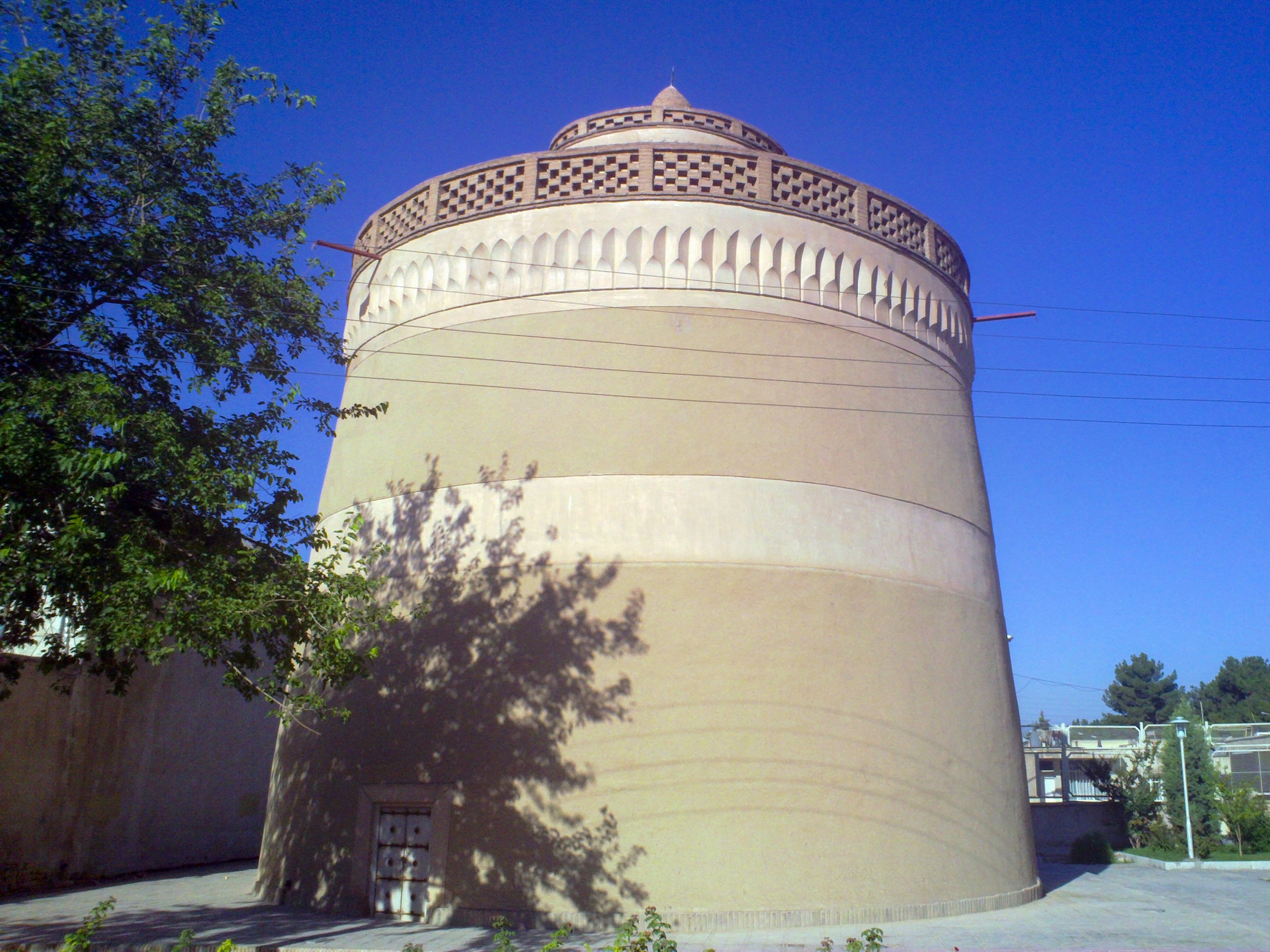
عمارت کبوترخانه در اصفهان

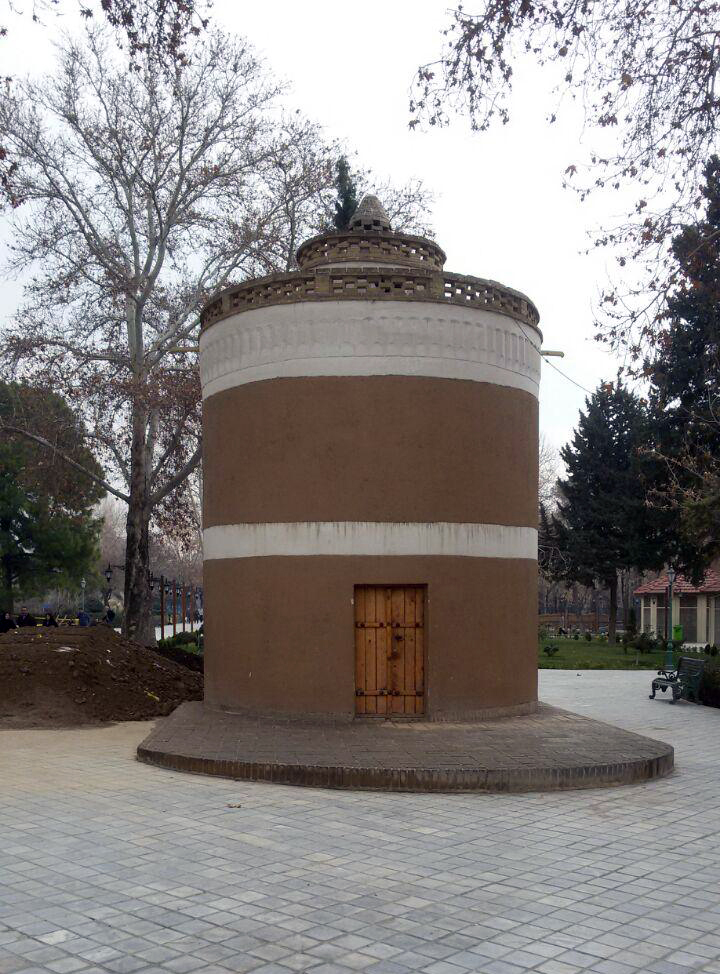
یک کبوترخانه در پارک شهر تهران

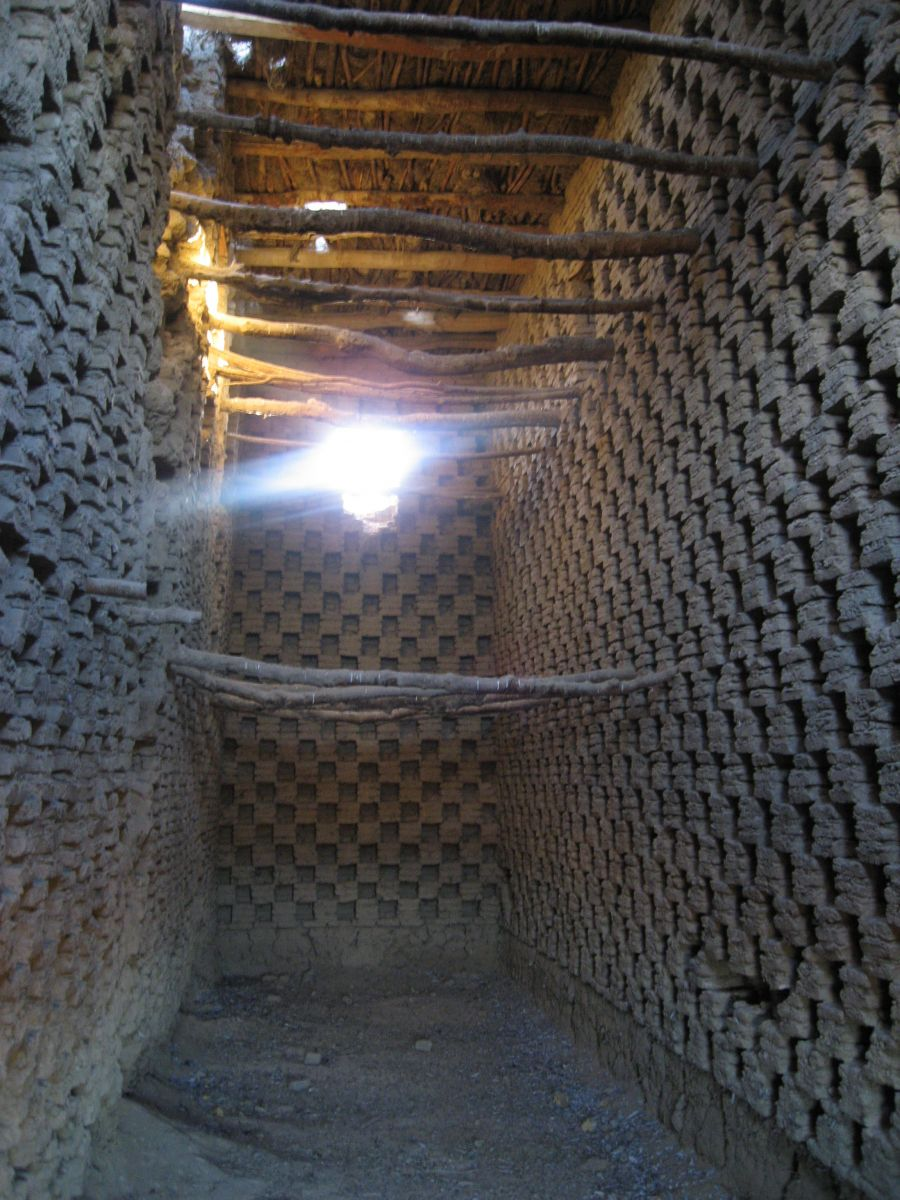
کبوترخانه‌ای در گلپایگان